# Das letzte Hurra
Das letzte Hurra ist ein US-amerikanischer Spielfilm (Politikerdrama), den Regisseur John Ford im Jahre 1958 für Columbia Pictures inszeniert hat. Er basiert auf dem Roman Der alte Mann und die Wahl (Originaltitel: The Last Hurrah) von Edwin O’Connor.

## Handlung
Ort der Handlung ist eine unbestimmte Großstadt in Neuengland, die Zeit die Gegenwart. Frank Skeffington (Tracy) ist ein Politiker der „alten Schule“: Als Self-made man, der es vom Einwanderersohn bis zum Richteramt gebracht hat, sucht er nicht nur Kontakt zu den Bürgern, sondern versteht sich als ihr wirklicher Interessenvertreter. Die Einwohner haben ihn bereits viermal zu ihrem Bürgermeister gewählt und nun kandidiert er erneut. Zeitungsverleger Force (Carradine), der gegen Skeffingtons Familie einen alten Groll hegt, unterstützt allerdings den Gegenkandidaten McCluskey.
Zu Forces Journalistenstab gehört auch Skeffingtons Neffe Adam Caulfield (Hunter). Obwohl Adam eigentlich Sportreporter ist, versucht Skeffington ihn dafür zu gewinnen, über ihn zu schreiben: nicht um seine Wahlkampagne zu unterstützen, sondern um seinen Arbeitsstil, der in der modernen Zeit nicht mehr überleben kann, zu dokumentieren:

“Well, Adam, it’s my guess that the old-fashioned political campaign in a few years will be as extinct as the dodo. It’ll be all TV and radio, it’ll all be streamlined and nice and easy. Oh mind you, I use the TV and the radio sometimes, but I also get out into the wards. I speak in arenas, armories, street corners—anywhere I can gather a crowd. I even kiss babies. But that’s the way I’ve always done it, and I must say it’s usually paid off. But there’s no use kidding myself about it. It’s on its way out, just as I am. Yes, yes, this is my last campaign, Adam, the last hurrah.”

„Also, Adam, ich denke dass die altmodische politische Kampagne in ein paar Jahren so ausgestorben sein wird wie der Dodo. Alles wird Fernsehen und Radio sein, alles wird stromlinienförmig und nett und anspruchslos sein. Oh, wohlgemerkt, auch ich benutze manchmal das Fernsehen und das Radio, aber ich gehe auch in die Wahlbezirke. Ich spreche in Sportarenen, Zeughäusern, an Straßenecken – wo immer ich Menschen finde. Ich küsse sogar Babys. Aber so habe ich es immer gemacht, und ich muss sagen, dass es sich gewöhnlich bezahlt macht. Aber es hat keinen Sinn, sich darüber etwas vorzumachen. Das wird es nicht mehr lange geben, genau wie mich. Ja, ja, das hier ist meine letzte Kampagne, Adam, das letzte Hurra.“

Um Adam einen Eindruck davon zu geben, was für eine Art von Politiker er ist, nimmt er ihn in das Einwandererviertel mit, in dem er geboren ist, und zur Totenwache für den verstorbenen Knocko Minihan, einen irischen Nichtsnutz. Letztere wird unversehens zur Wahlkampfveranstaltung, jedoch zur Befriedigung der Witwe, der es ohne Skeffingtons Unterstützung kaum gelungen wäre, ihr Haus mit so vielen Trauergästen zu füllen.
Zu Skeffingtons besonderen Anliegen gehört ein Wohnbauprojekt, für das ihm der Bankier Cass (Rathbone) schließlich die Kreditmittel vorenthält. Als Cass nicht mit sich reden lässt, setzt Skeffington ihn unter Druck, indem er seinen Sohn, den geistig zurückgebliebenen Cass Junior, zum Feuerbeauftragten ernennt und damit einen Skandal vorbereitet, den der Bankier nicht riskieren kann.
Obwohl der Medienauftritt des Gegenkandidaten blamabel ist, verliert Skeffington die Wahl. Er kündigt noch an, bei den Gouverneurswahlen kandidieren zu wollen, bricht dann aber mit einem Herzinfarkt zusammen. Noch einmal erscheinen all seine Freunde und viele seiner Gegner, um ihm zum letzten Mal ihren Respekt zu bezeugen. Skeffington stirbt.

## Produktion und Rezeption

### Produktionsgeschichte
Dem Film liegt Edwin O’Connors Roman The Last Hurrah zugrunde, der durch das Leben des Bostoner Bürgermeisters James M. Curley (1874–1958) inspiriert ist. Die Dreharbeiten für den Film fanden auf dem Studiogelände der Columbia Pictures in Burbank statt. Das letzte Hurra war die zweite Zusammenarbeit zwischen Spencer Tracy und Regisseur John Ford, der Tracy 1930 für Hollywood „entdeckt“ und mit seinem Film Flußaufwärts erstmals auf die Leinwand gebracht hat. Nach Der beste Mann war Das letzte Hurra der zweite Film, in dem Tracy die Rolle eines Politikers spielte. Die Rolle ist Tracy allerdings nicht auf den Leib geschrieben, sondern sollte ursprünglich von Orson Welles gespielt werden.

### Kinoauswertung
Die Uraufführung des Films fand in den USA im November 1958 statt. Die deutsche Kino-Erstaufführung war am 10. April 1959, wofür der Film jedoch um 21 Minuten gekürzt wurde. Das deutsche Fernsehen (ARD) strahlte den Film erstmals am 13. August 1970 aus. Er ist seither nur selten zu sehen gewesen und daher im deutschsprachigen Raum weniger bekannt.

### Kritiken
„John Fords selbstironischer Regie-Stil ist gelegentlich überzeichnet, die Sterbeszene ist zu pathetisch geraten. Dennoch ist der Film inhaltlich und in der sorgfältigen Gesamtgestaltung bemerkenswert, wobei die herzerfrischende Darstellung Spencer Tracys die menschliche Wärme der Produktion abrundet.“

„Dank der sympathischen Gestaltung und der Darstellung Spencer Tracys ein wohltuendes Erlebnis.“

### Auszeichnungen
Der National Board of Review zeichnete Spencer Tracy und John Ford für ihre darstellerische bzw. Regie-Leistung 1958 mit einem Preis aus. Bei den British Film Academy Awards wurde Tracy 1959 mit einer Nominierung für den Preis für den besten ausländischen Darsteller geehrt.

### Neuverfilmung
Die Geschichte wurde 1977 fürs Fernsehen erneut verfilmt (The Last Hurrah, Regie: Vincent Sherman, mit Carroll O’Connor in der Hauptrolle).